# Hồ Ban
Hồ Ban (chữ Hán: 胡班, bính âm: Hu Ban) là một nhân vật hư cấu trong tiểu thuyết lịch sử Tam Quốc diễn nghĩa của nhà văn La Quán Trung. Trong tiểu thuyết này, Hồ Ban là con trai của Hồ Hoa (胡華, Hu Hua) một trang chủ giàu có và hiện làm tùng sự phủ quan thái thú Huỳnh Dương là Vương Trực, tướng trấn ải. Hồ Ban là người đã giúp đỡ Quan Vũ thoát khỏi âm mưu hãm hại của Vương Trực.

## Giúp đỡ Quan Vũ

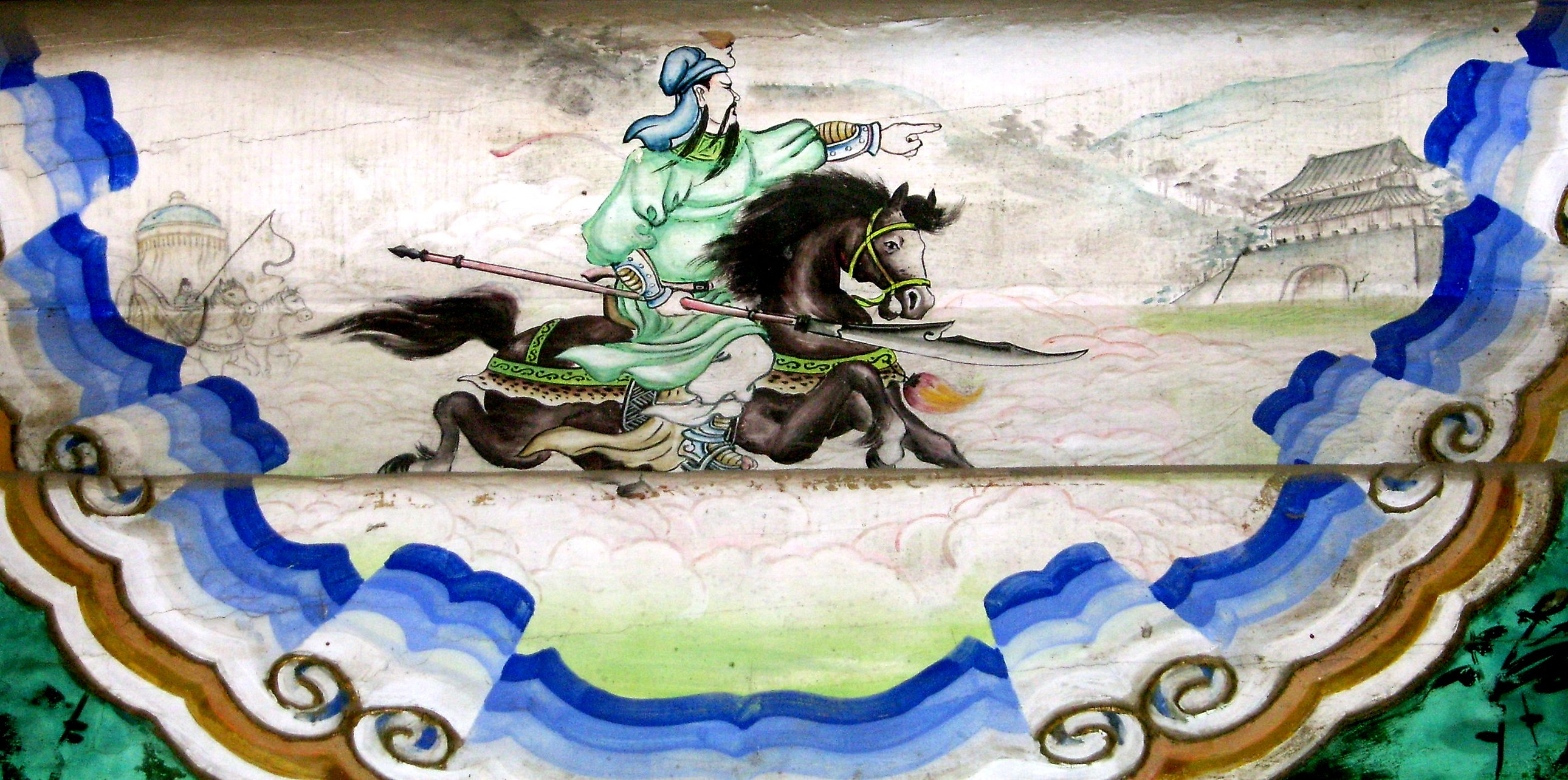
Quan Vũ hộ tống hai vị phu nhân

Khi Quan Vũ từ biệt Tào Tháo để tìm về với Lưu Bị có đi ngang qua nhà của Hồ Hoa và ở lại, Hồ Hoa có viết một bức thư nhờ Quan Vũ gửi cho Hồ Ban. Khi Quan Vũ đến địa điểm thuộc quyền quản lý của Vương Trực, Vương Trực muốn hại Quan Vũ liền giả  vờ niềm lở đón tiếp nhưng ngầm sai Hồ Ban cùng binh lính chất củi lửa ở buồng Quan Vũ đang ở để đốt chết.
Hồ Ban tối hôm đó đi một vòng để kiểm tra, đôn đốc công tác tiêu diệt Quan Vũ. Khi đi ngang qua phòng Quan Vũ, Hồ Ban vốn nghe tiếng Quan Vũ từ lâu muốn coi cho biết mặt liền khẽ lén nhìn trộm vào buồng Quan Vũ và thấy ông này đang chong đèn đọc sách. Thấy thần thái uy nghi, Hồ Ban buộc miệng khen là "thật là người trời", và bị Quan Vũ phát hiện và mời vào trò chuyện, Hồ Ban qua trò chuyện rất khâm phục Quan Vũ, và sau khi bíết Hồ Ban là con của Hồ Hoa, Quan Vũ chuyển thư cho Hồ Ban xem. Khâm phục và cảm tạ tấm lòng của Quan Vũ, Hồ Ban quyết định tiết lộ âm mưu của Vương Trực và bố trí cho Quan Vũ thoát hiểm, còn mình thì châm lửa đốt nhà theo kế hoạch đã đề ra.

## Đến Kinh châu
Sau này, Hồ Ban đến Kinh Châu theo hàng với Vân Trường. Vân Trường nghĩ đến ơn Hồ Ban cứu mình khi xưa, lấy làm yêu mến lắm, liền cho theo Phí Thi về Tây Xuyên, ra mắt Hán Trung vương để được phong tước, Phí Thi mang theo Hồ Ban đi luôn về Thục.